# 413 TCN
413 TCN là một năm trong lịch La Mã.